# Federatie van Malakka
De Federatie van Malakka was een federatie van 11 staten die gevormd werd op 31 januari 1948 van de negen Maleise staten en de twee Britse kolonies Malakka en Penang.

## Geschiedenis
Van 1946 tot 1948 vormden de 11 staten één kroonkolonie onder de naam Unie van Malakka. De staten waren protectoraten van het Verenigd Koninkrijk en Malakka en Penang bleven ook de status van kolonie behouden. Singapore behoorde niet tot de federatie, maar werd voorheen wel gezien als een deel van Malakka.
Op 31 augustus 1957 werd het land onafhankelijk binnen het Brits Gemenebest. In 1963 vormde de federatie samen met Singapore, Sarawak en Noord-Borneo (dat nu werd omgedoopt in Sabah) de nieuwe federatie Maleisië. Twee jaar later verliet Singapore de federatie en werd het een onafhankelijke republiek.